# Edme-Gratien Parizeau
Pour les articles homonymes, voir Parizeau.
Edme-Gratien Parizeau est un artiste peintre et dessinateur français, né à Paris en 1783 et mort le 1er février 1861 dans le 6e arrondissement de Paris.

## Biographie
Fils de Philippe-Louis Parizeau, élève de Jacques-Louis David, Parizeau a réalisé un certain nombre de dessins destinés à être reproduits en gravure,. Il expose une toile au Salon de Paris en 1812 et ses dessins au Salon de 1824.
Il a été professeur de l'artiste Frédéric-Ernest Renaudot (né en 1845).
Il meurt le 1er février 1861 à son domicile, 99 rue de Sèvres, et est inhumé le lendemain au cimetière du Montparnasse dans la 1re section de la 1re division.

## Vie privée
Il est marié à Françoise Aglaé His dite Durville (1795-1864). Ils ont eu cinq enfants dont Alexandrine (1815-1842) et Léontine (1824-1883).

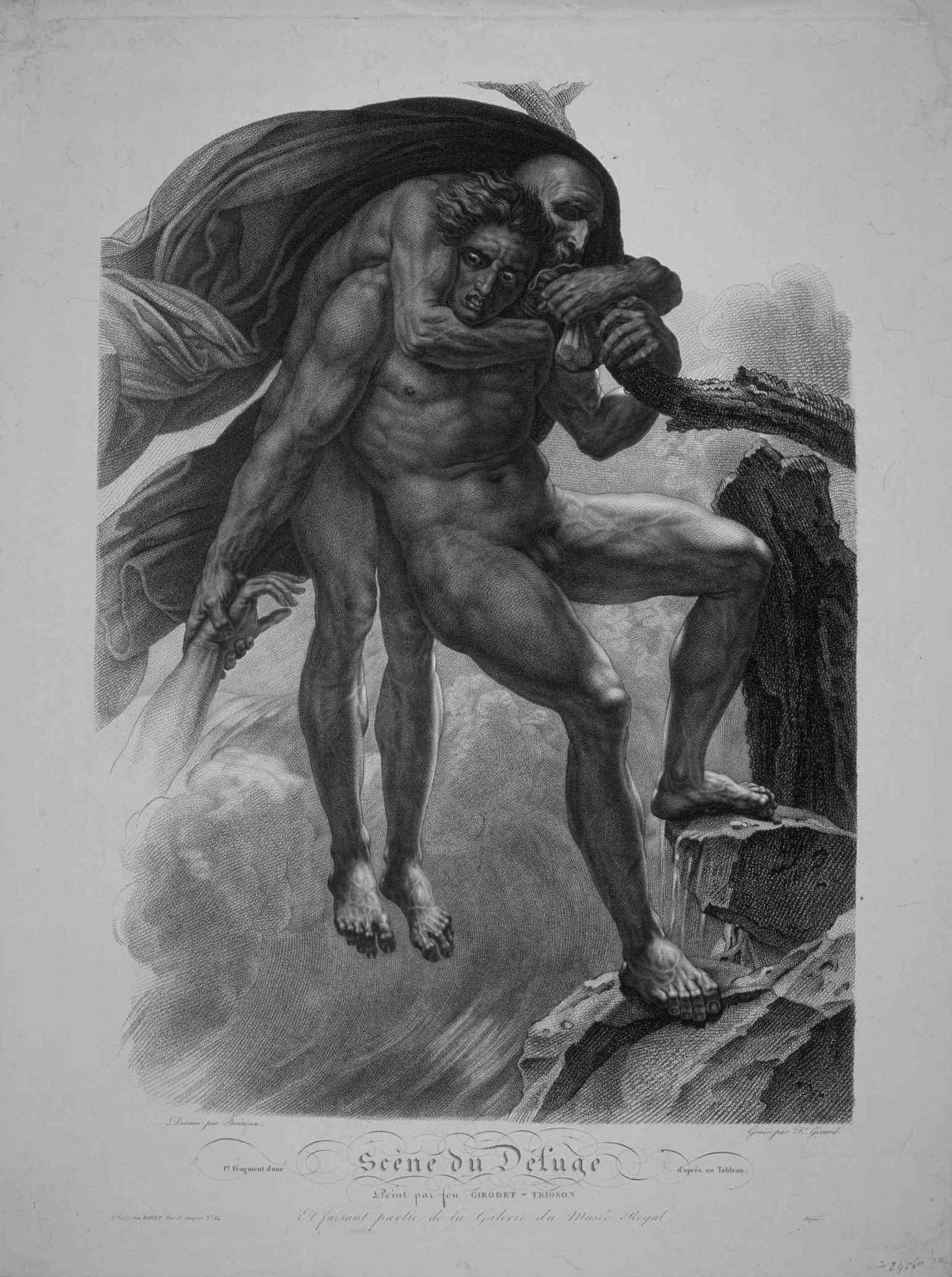
Premier fragment de Scène du déluge

## Dessins
- Musée Carnavalet : Portrait de la Duchesse de Berry, 1816[8].

## Œuvres connues par la reproduction

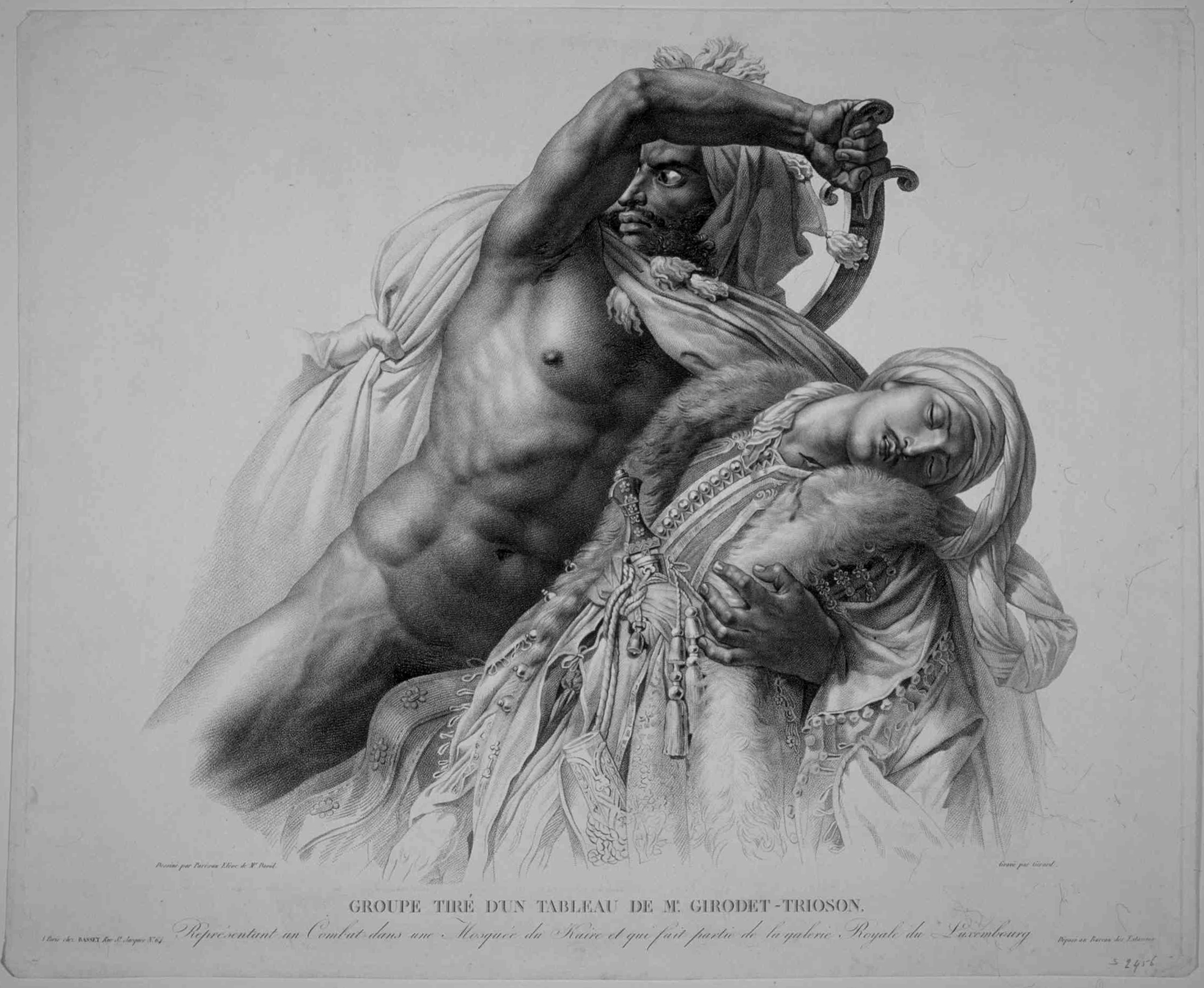
Combat dans une mosquée

### Gravées parAlexis-François Girardet publiées chez Basset
- Groupe tiré d'un tableau représentant un combat dans une mosquée du Kaire d'après Girodet-Thioson[9] ;
- Premier fragment de Scène du déluge d'après Girodet-Thioson[10] ;
- Deuxième fragment de Scène du Déluge d'après Girodet-Thioson[11].

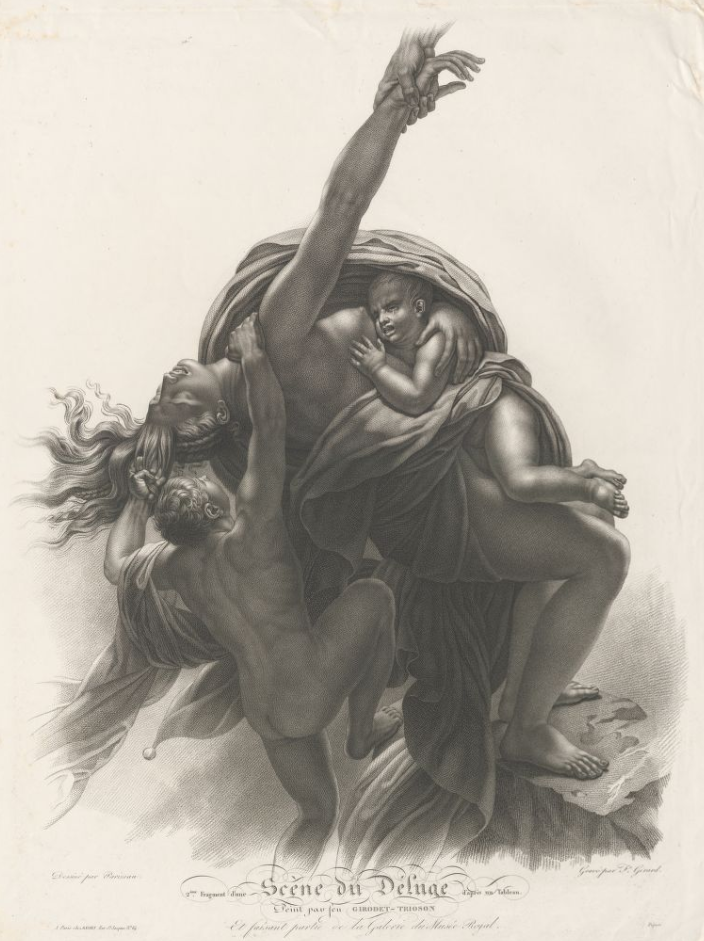
Deuxième fragment de Scène du déluge

### Gravées parJean-François Badoureau
- L'amitié publié en 1818 chez Noël[12],[13] ;
- La légèreté publié en 1818 chez Noël[14] ;
- Le Buste de la Sainte Vierge d'après La vierge aux rochers de Léonard de Vinci chez Jean[15],[16],[17] ;
- une série de 13 portraits publiés en 1823-1824 chez Jean[12] :
  - Portrait de Charles X[18] ;
  - Portrait du duc de Bordeaux, Henri de Bourbon[19] ;
  - Louise d'Artois[20] ;
  - Portrait du général Poniatowski[15],[21] ;
  - Portrait de Berthier ;
  - Portrait du général Rapp[15],[22] ;
  - Portrait du général Masséna[15],[23] ;
  - Portrait du général Kléber[24] ;
  - Portrait du général Brune[15],[25] ;
  - Portait du général Bertand[15],[26], le dessin est conservé à la bibliothèque municipale de Châteauroux.
- 5 planches de fragments d'études de têtes d'après le tableau les Sabines de Jacques-Louis David[15] publiés en 1827 chez Jean[12] :
  - Tatius ;
  - Romulus ;
  - Jne Ecuyer ;
  - Ptit Ecuyer ;
  - Hersilie.
- Tête de la mère des fils de Brutus ;
- La Sainte Vierge d'après Raphaël[27] .

### Lithographiées parGodefroy Engelmann
- Portrait de Cincinnatus chez Genty[28] ;
- Portrait du lieutenant-général Foy chez Béchet jeune[29] ;
- Portrait en buste d'Henri IV d'après la peinture du baron Gérard[30] ;
- Malvina d'après le tableau de François Gérard (Ossian invoque les Esprits) ;
- Portrait de Joseph-Anne-Maximilien de Croÿ d'Havré[31],[32] ;
- Portrait de Louis-Philippe Ier chez Engelmann[33] ;
- Paris et Hélène chez Engelmann[34] ;
- Tête d'étude d'après le tableau d'Abel de Pujol (Saint Étienne prêchant l'Évangile) chez Ostervald l'Aîné.

### Gravées par Jean Simon Narcisse Perrot (Perrot fils)
- Portrait d'Antoine Charles Louis de Lasalle chez Jean[35] ;
- Portrait d'Eugène de Beauharnais chez Jean[36].